# Elezioni generali negli Stati Uniti d'America del 2024
Le elezioni generali negli Stati Uniti d'America del 2024 si sono tenute il 5 novembre per eleggere il Presidente, rinnovare l'intera Camera dei Rappresentanti e un terzo del Senato, eleggere i Governatori di diversi Stati federati, rinnovare i seggi di molte legislature statali, ed infine hanno riguardato anche le nazioni di nativi americani.

## Contesto

### Temi elettorali

#### Aborto

Legislazione dell'aborto nel mondo e negli Stati federati degli Stati Uniti. Nelle varie tonalità di blu gli stati che lo permettono liberamente, nelle varie tonalità calde gli stati che pongono eccezioni crescenti.

Uno dei temi più discussi è quello dell'aborto, dopo che nel giugno 2022 la sentenza del caso Roe contro Wade del 1973 fu ribaltata con una nuova della Corte Suprema e la materia fatta ritornare nuovamente alla competenza dei singoli stati federati.

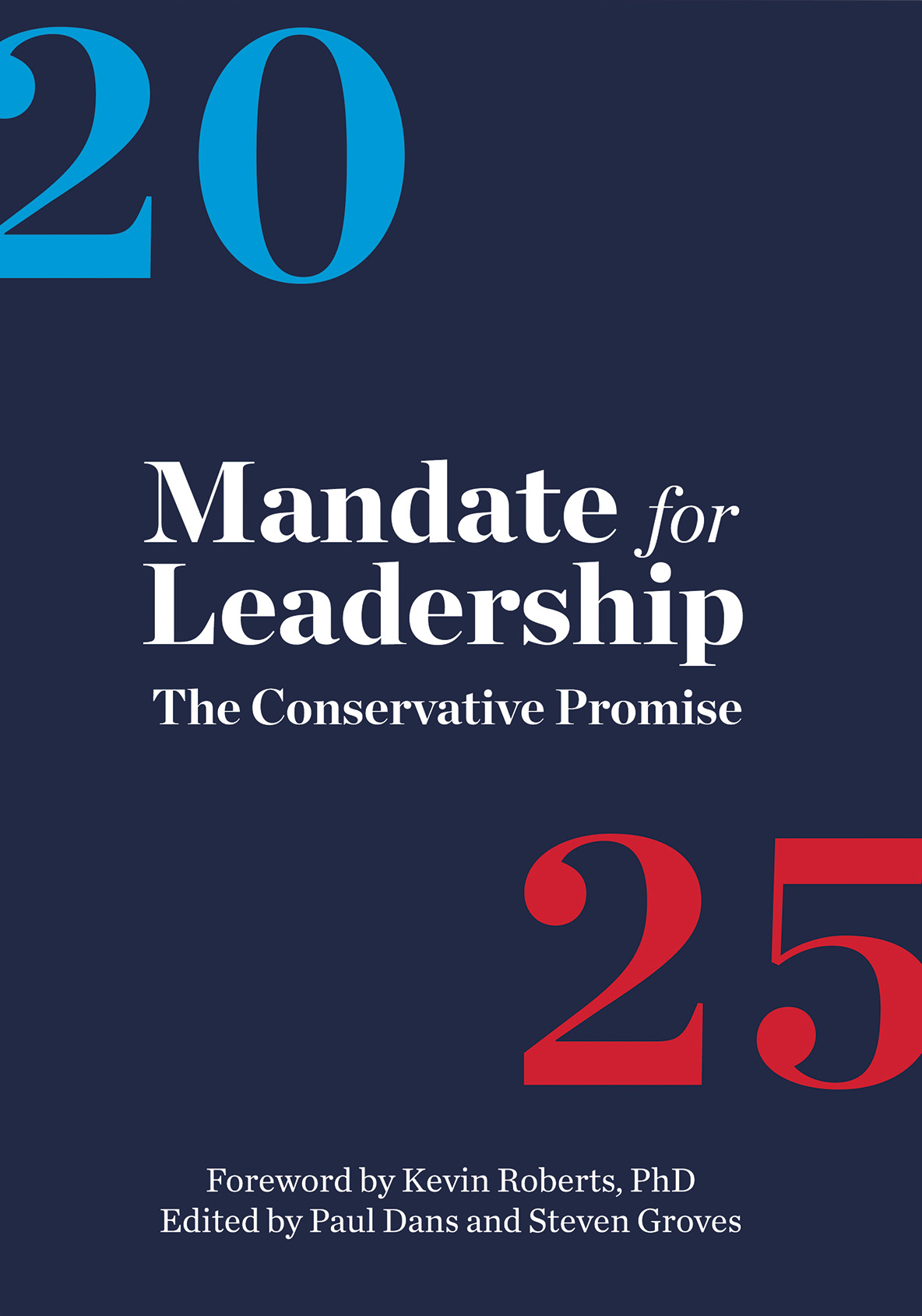
Il frontespizio del documento del Project 2025

Il Partito Repubblicano e il suo leader Donald Trump si sono fatti in parte promotori di Project 2025, un progetto politico lanciato dal think tank conservatore Heritage Foundation che si propone tra le altre cose di bandire completamente l'aborto a livello federale.
Tale piano è stato considerato simile ad Agenda 47, il manifesto elettorale di Trump per le elezioni presidenziali.

#### L'assalto al campidoglio del gennaio 2021
Altro tema molto discusso è stato l'assalto al Campidoglio del gennaio 2021 e soprattutto le sue conseguenze a livello giudiziario per Donald Trump stesso, poiché eventuali decisioni delle corti giudiziarie statunitensi avrebbero potuto impedire una sua ricandidatura a future elezioni presidenziali.

#### Altri temi
Altri temi importanti e discussi sono stati in parte quelli del Project 2025 stesso (accentramento del potere centrale dello stato, rendere politicizzate tutte le strutture e le agenzie amministrative, misure conservatrici in ogni ambito, creazione di uno stato di polizia forte, diminuzione della sanità pubblica e dei relativi programmi di assistenza, depotenziamento del welfare e altro ancora), sebbene Trump abbia ufficialmente cercato nell'estate del 2024 di prenderne in parte le distanze.
Un altro tema scottante è l'attacco condotto da Hamas contro Israele dal 7 ottobre 2023 e la conseguente guerra che ne è scaturita, per cui il Partito Democratico e il presidente Biden hanno mostrato meno propensione ad aiutare acriticamente Israele, laddove il Partito Repubblicano e il suo leader Trump hanno proposto addirittura di eliminare la striscia di Gaza e deportarne la sua popolazione.

### Situazione politica

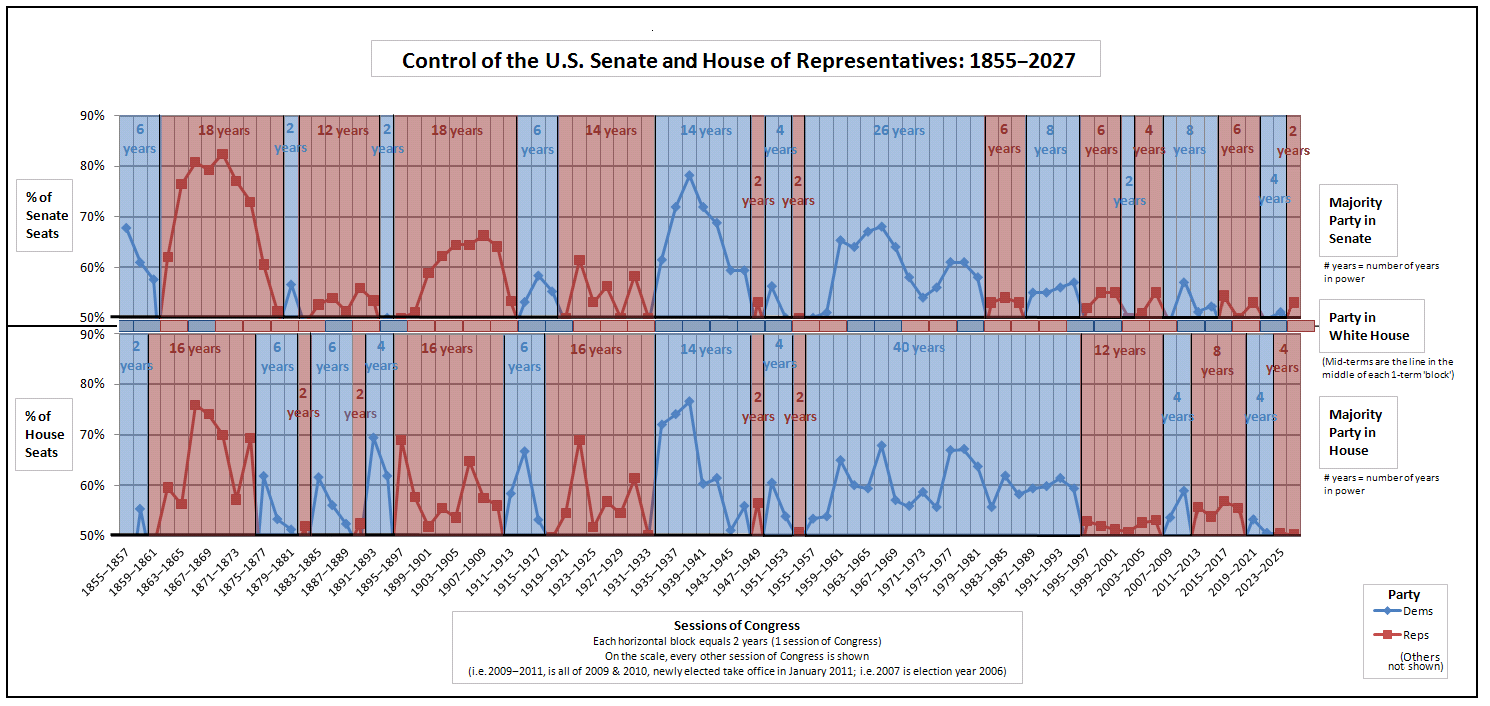
Maggioranze politiche nei due rami del Congresso e partito alla presidenza degli Stati Uniti (dal 1855 ad oggi). Nel 118º Congresso (2023-2025) alla Camera vi è una maggioranza Repubblicana, mentre come maggioranza al Senato e alla presidenza vi è il Partito Democratico.

La seguente tabella elenca tutte le elezioni che si sono tenute nel 2024, sia a livello federale che a livello statale e locale:
| Carica                                              | Elezione nel 2024             |
| --------------------------------------------------- | ----------------------------- |
| Presidente                                          | Sì                            |
| Senato                                              | Classe I (33 seggi)           |
| Camera                                              | Rinnovo totale (435 seggi)    |
| Governatore dello Stato                             | 11 stati / 2 territori        |
| Vicegovernatore dello Stato                         | 5 stati / 1 territorio        |
| Segretario di Stato dello Stato                     | 8 stati                       |
| Procuratore generale dello Stato                    | 10 stati                      |
| Tesoriere dello Stato                               | 9 stati                       |
| Controllore dello Stato                             | —                             |
| Uditore dello Stato                                 | 9 stati                       |
| Sovrintendente alla pubblica istruzione dello Stato | 4 stati                       |
| Commissario all'agricoltura dello Stato             | 2 stati                       |
| Commissario assicurativo dello Stato                | 3 stati                       |
| Altri commissari dello Stato                        | 1 stato                       |
| Legislature degli Stati                             | 44 stati / D.C. / 5 territori |
| Board of Education dello Stato                      | 8 stati / D.C. / 3 territori  |
| Altre cariche statali, locali e tribali             | Date variabili                |

Le seguenti mappe tematiche elencano tutti i collegi elettorali e l'appartenenza partitica di quelli da rinnovare:

Elezioni presidenziali - Suddivisione dei seggi del Collegio Elettorale in base al nuovo censimento statunitense del 2020
Elezioni del Senato - Seggi senatoriali da rinnovare, con indicata l'appartenenza partitica. In colore più scuro i senatori che si ritirano dalla carica senza ricandidarsi.
Elezioni della Camera - Indicazione dell'appartenenza partitica dei seggi della Camera. In colore più scuro i Rappresentanti che si ritirano dalla carica senza ricandidarsi o che hanno perso la rielezione.
Elezioni governatoriali - Stati federati con la carica di Governatore da rinnovare, con indicata l'appartenenza partitica. In colore più scuro i governatori che non si ricandidano o che non possono più farlo per limite dei mandati previsti.

#### Elezioni presidenziali
Quella del 2024 è stata la 60° elezione quadriennale del Presidente degli Stati Uniti.
All'inizio il presidente in carica Joe Biden aveva deciso di candidarsi per un secondo mandato, ma dopo l'attentato a Donald Trump del 13 luglio 2024 e di alcune sfide televisive non rosee, il 21 luglio, anche in seguito a crescenti pressioni nel Partito Democratico e al congelamento di 90 milioni di fondi elettorali da parte dei donatori, ha annunciato il suo ritiro dalla corsa alle presidenziali ed espresso il suo sostegno alla vice presidente Kamala Harris.

#### Elezioni del Congresso federale
Nel 2024 sono stati rinnovati tutti i 435 seggi della Camera dei Rappresentanti, oltre a 33 seggi del Senato (di cui tutti quelli della Classe I, più due di altre classi).
Alcuni degli elementi degni di nota durante il 118º Congresso sono stati la mancata elezione immediata di uno speaker della Camera nel gennaio 2023 e la rimozione di Kevin McCarthy dalla carica stessa il 3 ottobre 2023 a causa di ribellioni interne al gruppo Repubblicano stesso, che lo accusava di essere ancora troppo moderato e non abbastanza di destra.
Al suo posto è stato eletto il 25 ottobre Mike Johnson, già leader dei Repubblicani alla Camera.

#### Elezioni governatoriali
Durante il 2024 sono state svolte elezioni per eleggere i governatori di Stati federati in 11 Stati e 2 Territori, oltre a diverse altre cariche elettive statali apicali collegate.
La maggior parte delle cariche governatoriali che dovevano essere rinnovate sono di forte tendenza Repubblicana e diversi governatori si sono ritirati, per sopraggiunto limite di mandati massimi.

## Regole
Le principali elezioni delle cariche federali e del Congresso si sono tenute durante un Election Day unificato, che in queste elezioni è stato il 5 novembre 2024.
In 46 stati federati su 50, corrispondenti a 412 rappresentanti, si usa il metodo di assegnazione del First-past-the-post; due stati, Alaska e Maine utilizzano il voto alternativo, eleggendo 3 rappresentanti, mentre altri due stati (Georgia e Louisiana) utilizzano un sistema a due turni, totalizzando 20 rappresentanti.

## Risultati
La seguenti tabelle sintetizzano tutti i risultati elettorali delle principali cariche elettorali e le maggioranze nelle varie legislature federali e statali. In grassetto i cambi di partito o maggioranza derivanti dal voto.
| Stati/Territori               | Indice PVI del 2022 | Prima delle elezioni del 2024 | Prima delle elezioni del 2024 | Prima delle elezioni del 2024 | Prima delle elezioni del 2024 | Dopo le elezioni del 2024 | Dopo le elezioni del 2024 | Dopo le elezioni del 2024 | Dopo le elezioni del 2024 | Dopo le elezioni del 2024 |
| Stati/Territori               | Indice PVI del 2022 | Governatore                   | Legislatura statale           | Senato                        | Camera                        | Presidenziali             | Governatore               | Legislatura statale       | Senato                    | Camera                    |
| ----------------------------- | ------------------- | ----------------------------- | ----------------------------- | ----------------------------- | ----------------------------- | ------------------------- | ------------------------- | ------------------------- | ------------------------- | ------------------------- |
| Alabama                       | R+15                | Rep                           | Rep                           | 2 Rep                         | Rep 6–1                       | Rep                       | Rep                       | Rep                       | 2 Rep                     | Rep 5–2                   |
| Alaska                        | R+8                 | Rep                           | Coalizione                    | 2 Rep                         | Dem 1–0                       | Rep                       | Rep                       | Coalizione                | 2 Rep                     | Rep 1–0                   |
| Arizona                       | R+2                 | Dem                           | Rep                           | 1 Dem, 1 Ind                  | Rep 6–3                       | Rep                       | Dem                       | Rep                       | 2 Dem                     | Rep 6–3                   |
| Arkansas                      | R+16                | Rep                           | Rep                           | 2 Rep                         | Rep 4–0                       | Rep                       | Rep                       | Rep                       | 2 Rep                     | Rep 4–0                   |
| California                    | D+13                | Dem                           | Dem                           | 2 Dem                         | Dem 40–12                     | Dem                       | Dem                       | Dem                       | 2 Dem                     | Dem 43–9                  |
| Carolina del Nord             | R+3                 | Dem                           | Rep                           | 2 Rep                         | Diviso 7–7                    | Rep                       | Dem                       | Rep                       | 2 Rep                     | Rep 10–4                  |
| Carolina del Sud              | R+8                 | Rep                           | Rep                           | 2 Rep                         | Rep 6–1                       | Rep                       | Rep                       | Rep                       | 2 Rep                     | Rep 6–1                   |
| Colorado                      | D+4                 | Dem                           | Dem                           | 2 Dem                         | Dem 5–3                       | Dem                       | Dem                       | Dem                       | 2 Dem                     | Divisa 4–4                |
| Connecticut                   | D+7                 | Dem                           | Dem                           | 2 Dem                         | Dem 5–0                       | Dem                       | Dem                       | Dem                       | 2 Dem                     | Dem 5–0                   |
| Dakota del Nord               | R+20                | Rep                           | Rep                           | 2 Rep                         | Rep 1–0                       | Rep                       | Rep                       | Rep                       | 2 Rep                     | Rep 1–0                   |
| Dakota del Sud                | R+16                | Rep                           | Rep                           | 2 Rep                         | Rep 1–0                       | Rep                       | Rep                       | Rep                       | 2 Rep                     | Rep 1–0                   |
| Delaware                      | D+7                 | Dem                           | Dem                           | 2 Dem                         | Dem 1–0                       | Dem                       | Dem                       | Dem                       | 2 Dem                     | Dem 1–0                   |
| Florida                       | R+3                 | Rep                           | Rep                           | 2 Rep                         | Rep 20–8                      | Rep                       | Rep                       | Rep                       | 2 Rep                     | Rep 20–8                  |
| Georgia                       | R+3                 | Rep                           | Rep                           | 2 Dem                         | Rep 9–5                       | Rep                       | Rep                       | Rep                       | 2 Dem                     | Rep 9–5                   |
| Hawaii                        | D+14                | Dem                           | Dem                           | 2 Dem                         | Dem 2–0                       | Dem                       | Dem                       | Dem                       | 2 Dem                     | Dem 2–0                   |
| Idaho                         | R+18                | Rep                           | Rep                           | 2 Rep                         | Rep 2–0                       | Rep                       | Rep                       | Rep                       | 2 Rep                     | Rep 2–0                   |
| Illinois                      | D+7                 | Dem                           | Dem                           | 2 Dem                         | Dem 14–3                      | Dem                       | Dem                       | Dem                       | 2 Dem                     | Dem 14–3                  |
| Indiana                       | R+11                | Rep                           | Rep                           | 2 Rep                         | Rep 7–2                       | Rep                       | Rep                       | Rep                       | 2 Rep                     | Rep 7–2                   |
| Iowa                          | R+6                 | Rep                           | Rep                           | 2 Rep                         | Rep 4–0                       | Rep                       | Rep                       | Rep                       | 2 Rep                     | Rep 4–0                   |
| Kansas                        | R+10                | Dem                           | Rep                           | 2 Rep                         | Rep 3–1                       | Rep                       | Dem                       | Rep                       | 2 Rep                     | Rep 3–1                   |
| Kentucky                      | R+16                | Dem                           | Rep                           | 2 Rep                         | Rep 5–1                       | Rep                       | Dem                       | Rep                       | 2 Rep                     | Rep 5–1                   |
| Louisiana                     | R+12                | Rep                           | Rep                           | 2 Rep                         | Rep 5–1                       | Rep                       | Rep                       | Rep                       | 2 Rep                     | Rep 4–2                   |
| Maine                         | D+2                 | Dem                           | Dem                           | 1 Rep, 1 Ind                  | Dem 2–0                       | Dem                       | Dem                       | Dem                       | 1 Rep, 1 Ind              | Dem 2–0                   |
| Maryland                      | D+14                | Dem                           | Dem                           | 2 Dem                         | Dem 7–1                       | Dem                       | Dem                       | Dem                       | 2 Dem                     | Dem 7–1                   |
| Massachusetts                 | D+15                | Dem                           | Dem                           | 2 Dem                         | Dem 9–0                       | Dem                       | Dem                       | Dem                       | 2 Dem                     | Dem 9–0                   |
| Michigan                      | R+1                 | Dem                           | Dem                           | 2 Dem                         | Dem 7–6                       | Rep                       | Dem                       | Divisa                    | 2 Dem                     | Rep 7–6                   |
| Minnesota                     | D+1                 | Dem                           | Dem                           | 2 Dem                         | Divisa 4–4                    | Dem                       | Dem                       | Divisa                    | 2 Dem                     | Divisa 4–4                |
| Mississippi                   | R+11                | Rep                           | Rep                           | 2 Rep                         | Rep 3–1                       | Rep                       | Rep                       | Rep                       | 2 Rep                     | Rep 3–1                   |
| Missouri                      | R+10                | Rep                           | Rep                           | 2 Rep                         | Rep 6–2                       | Rep                       | Rep                       | Rep                       | 2 Rep                     | Rep 6–2                   |
| Montana                       | R+11                | Rep                           | Rep                           | 1 Rep, 1 Dem                  | Rep 2–0                       | Rep                       | Rep                       | Rep                       | 2 Rep                     | Rep 2–0                   |
| Nebraska                      | R+13                | Rep                           | NP/R                          | 2 Rep                         | Rep 3–0                       | Rep                       | Rep                       | NP/R                      | 2 Rep                     | Rep 3–0                   |
| Nevada                        | R+1                 | Rep                           | Dem                           | 2 Dem                         | Dem 3–1                       | Rep                       | Rep                       | Dem                       | 2 Dem                     | Dem 3–1                   |
| New Hampshire                 | D+1                 | Rep                           | Rep                           | 2 Dem                         | Dem 2–0                       | Dem                       | Rep                       | Rep                       | 2 Dem                     | Dem 2–0                   |
| New Jersey                    | D+6                 | Dem                           | Dem                           | 2 Dem                         | Dem 9–3                       | Dem                       | Dem                       | Dem                       | 2 Dem                     | Dem 9–3                   |
| New York                      | D+10                | Dem                           | Dem                           | 2 Dem                         | Dem 16–10                     | Dem                       | Dem                       | Dem                       | 2 Dem                     | Dem 19–7                  |
| Nuovo Messico                 | D+3                 | Dem                           | Dem                           | 2 Dem                         | Dem 3–0                       | Dem                       | Dem                       | Dem                       | 2 Dem                     | Dem 3–0                   |
| Ohio                          | R+6                 | Rep                           | Rep                           | 1 Rep, 1 Dem                  | Rep 10–5                      | Rep                       | Rep                       | Rep                       | 2 Rep                     | Rep 10–5                  |
| Oklahoma                      | R+20                | Rep                           | Rep                           | 2 Rep                         | Rep 5–0                       | Rep                       | Rep                       | Rep                       | 2 Rep                     | Rep 5–0                   |
| Oregon                        | D+6                 | Dem                           | Dem                           | 2 Dem                         | Dem 4–2                       | Dem                       | Dem                       | Dem                       | 2 Dem                     | Dem 5–1                   |
| Pennsylvania                  | R+2                 | Dem                           | Divisa                        | 2 Dem                         | Dem 9–8                       | Rep                       | Dem                       | Divisa                    | 1 Rep, 1 Dem              | Rep 10–7                  |
| Rhode Island                  | D+8                 | Dem                           | Dem                           | 2 Dem                         | Dem 2–0                       | Dem                       | Dem                       | Dem                       | 2 Dem                     | Dem 2–0                   |
| Tennessee                     | R+14                | Rep                           | Rep                           | 2 Rep                         | Rep 8–1                       | Rep                       | Rep                       | Rep                       | 2 Rep                     | Rep 8–1                   |
| Texas                         | R+5                 | Rep                           | Rep                           | 2 Rep                         | Rep 25–13                     | Rep                       | Rep                       | Rep                       | 2 Rep                     | Rep 25–13                 |
| Utah                          | R+13                | Rep                           | Rep                           | 2 Rep                         | Rep 4–0                       | Rep                       | Rep                       | Rep                       | 2 Rep                     | Rep 4–0                   |
| Vermont                       | D+16                | Rep                           | Dem                           | 1 Dem, 1 Ind                  | Dem 1–0                       | Dem                       | Rep                       | Dem                       | 1 Dem, 1 Ind              | Dem 1–0                   |
| Virginia                      | D+3                 | Rep                           | Dem                           | 2 Dem                         | Dem 6–5                       | Dem                       | Rep                       | Dem                       | 2 Dem                     | Dem 6–5                   |
| Virginia Occidentale          | R+22                | Rep                           | Rep                           | 1 Rep, 1 Ind                  | Rep 2–0                       | Rep                       | Rep                       | Rep                       | 2 Rep                     | Rep 2–0                   |
| Washington                    | D+8                 | Dem                           | Dem                           | 2 Dem                         | Dem 8–2                       | Dem                       | Dem                       | Dem                       | 2 Dem                     | Dem 8–2                   |
| Wisconsin                     | R+2                 | Dem                           | Rep                           | 1 Rep, 1 Dem                  | Rep 6–2                       | Rep                       | Dem                       | Rep                       | 1 Rep, 1 Dem              | Rep 6–2                   |
| Wyoming                       | R+25                | Rep                           | Rep                           | 2 Rep                         | Rep 1–0                       | Rep                       | Rep                       | Rep                       | 2 Rep                     | Rep 1–0                   |
| Stati Uniti                   | Parità              | Rep                           | Rep                           | Dem                           | Rep                           | Rep                       | Rep                       | Rep                       | Rep                       | Rep                       |
|                               |                     |                               |                               |                               |                               |                           |                           |                           |                           |                           |
| Washington                    | D+43                | Dem                           | Dem                           | —                             | Dem                           | Dem                       | Dem                       | Dem                       | —                         | Dem                       |
| Samoa Americane               | —                   | NP/D                          | NP                            | —                             | Rep                           | —                         | NP                        | NP                        | —                         | Rep                       |
| Guam                          | —                   | Dem                           | Dem                           | —                             | Rep                           | Dem                       | Dem                       | Rep                       | —                         | Rep                       |
| Isole Marianne Settentrionali | —                   | Ind                           | Coalizione                    | —                             | Dem                           | —                         | Rep                       | Coalizione                | —                         | Rep                       |
| Porto Rico                    | —                   | PNP/D                         | PDP                           | —                             | PNP/R                         | Dem                       | PNP/R                     | PNP                       | —                         | PDP/D                     |
| Isole Vergini Americane       | —                   | Dem                           | Dem                           | —                             | Dem                           | —                         | Dem                       | Dem                       | —                         | Dem                       |
| Stati/Territori               | PVI                 | Governatore                   | Legislatura statale           | Senato                        | Camera                        | Presidenziali             | Governatore               | Legislatura statale       | Senato                    | Camera                    |
| Stati/Territori               | PVI                 | Prima delle elezioni del 2024 | Prima delle elezioni del 2024 | Prima delle elezioni del 2024 | Prima delle elezioni del 2024 | Dopo le elezioni del 2024 | Dopo le elezioni del 2024 | Dopo le elezioni del 2024 | Dopo le elezioni del 2024 | Dopo le elezioni del 2024 |